# Luc Barthélémy Hamel
Pour les articles homonymes, voir Hamel.
Luc Barthélémy Hamel, né à Granville le 20 juillet 1771 et mort à Coutances le 8 juillet 1818, est un homme politique de la Manche, conseiller de préfecture de son état.

## Biographie
Luc Barthélémy Hamel est le fils de Luc Hamel, capitaine de navire, et Marie-Charlotte Le Marié. Il est le petit-fils de Thomas Hamel Grandpré, capitaine corsaire de Granville. Il est marié à Charlotte Rosalie Le Boucher, fille de Luc François Le Boucher de Vallesfleurs, maire de Granville de 1768 à 1771.
Il est élu par le Sénat le 27 mars 1802 pour siéger au Corps législatif. Il est réélu 7 mars 1807 et le 6 janvier 1813. Il y siège jusqu'en 1815. Il devient baron de l'Empire le 16 mai 1813. Il adhère toutefois à la déchéance de Napoléon Ier.
Il est élu le 20 septembre 1817 à la Chambre des députéset y siège jusqu'à sa mort. 
Il est maître des requêtes au Conseil d'État.

## Sources
- « Luc Barthélémy Hamel », dans Adolphe Robert et Gaston Cougny, Dictionnaire des parlementaires français, Edgar Bourloton, 1889-1891 [détail de l’édition]